# Slow But Sure (film 1907)
Slow But Sure è un cortometraggio muto del 1907 diretto da Gilbert M. 'Broncho Billy' Anderson.

## Trama
Charley decide di risparmiare il denaro per potersi permettere di portare a teatro la sua ragazza. Quando, finalmente, riesce ad avere la somma necessaria per la serata, messosi in ghingheri e con l'aria di un magnate, incarica un fattorino di andare subito dalla ragazza per avvisarla che lui la sta aspettando davanti al teatro. Il fattorino, non dando alcuna importanza alla chiara richiesta di Charley di fare in fretta, si perde invece lungo la strada, preso da mille distrazioni. Mentre Charley aspetta inutilmente fuori dal teatro, la ragazza - ignara - finisce per spazientirsi e decide di accettare l'invito di un altro corteggiatore con il quale si reca allo spettacolo. Quando poi, incontra finalmente Charley, non gli lascia nemmeno la possibilità di scusarsi e lo tratta a pesci in faccia per essere stata piantata in asso.

## Produzione
Il film fu prodotto dalla Essanay Film Manufacturing Company.

## Distribuzione
Il film - un cortometraggio di una bobina - uscì nelle sale cinematografiche USA il 10 agosto 1907.